# Haley Pullos

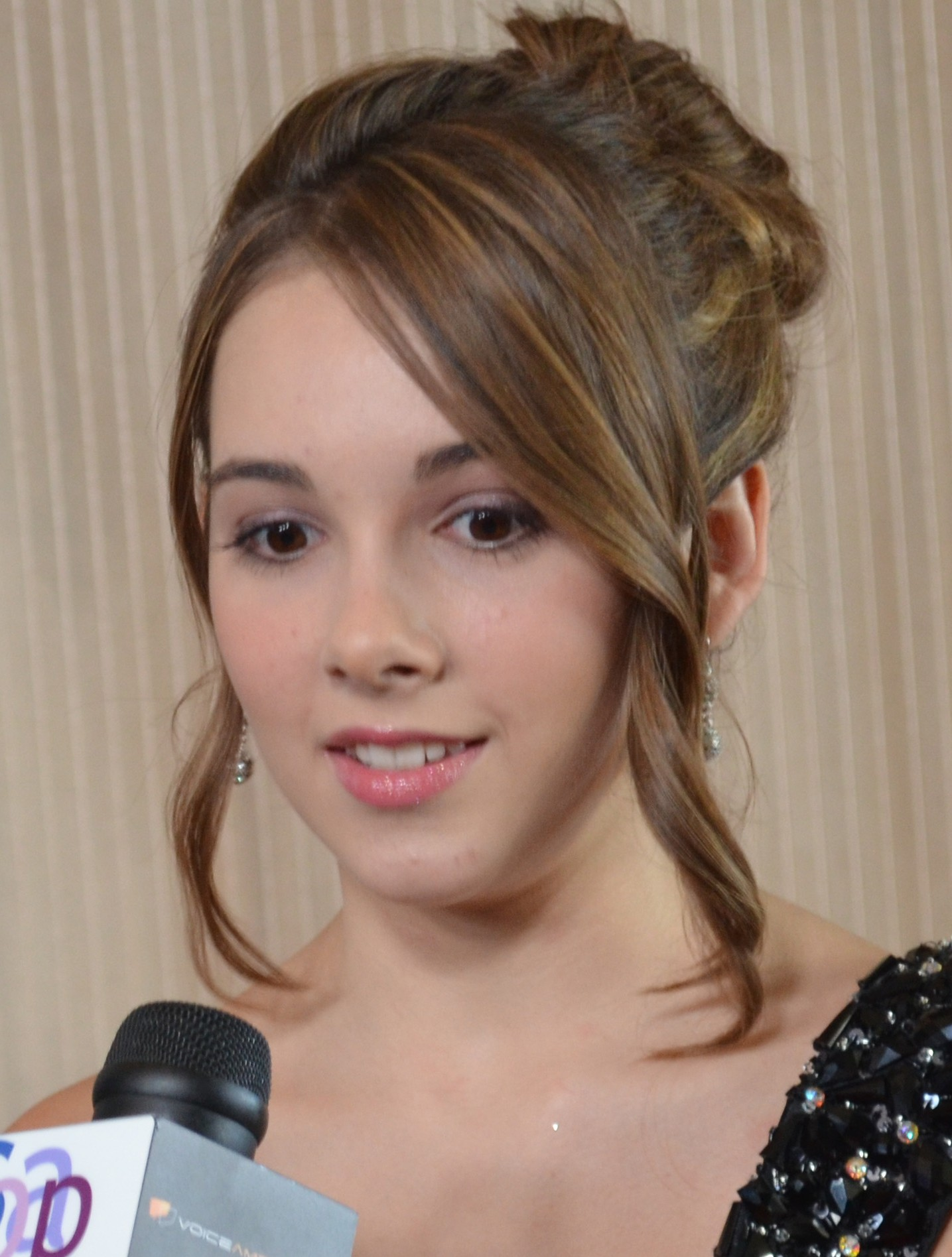
Haley Pullos bei den Daytime Emmy Awards (2012)

Haley Alexis Pullos (* 10. Juli 1998 in Palo Alto, Kalifornien) ist eine US-amerikanische Schauspielerin, die durch ihre Rolle als Molly Lansing in der Seifenoper General Hospital bekannt wurde.

## Leben
Haley Alexis hat zwei Brüder und zwei ältere Schwestern.
Nach einem kleinen Auftritt in der Sitcom Ehe ist… erhielt sie 2009 eine wiederkehrende Rolle in der Seifenoper General Hospital, wo sie direkt am Set zur Schule ging.
2008 hatte sie einen Gastauftritt in der Mysteryserie Ghost Whisperer – Stimmen aus dem Jenseits.
In der Sitcom Instant Mom war sie seit 2013 in der Nebenrolle Molly zu sehen.
Außerdem spielte sie in mehreren Werbespots, beispielsweise für den Joghurt Yoplait, mit.

## Filmografie
- 2002: Carney Tales
- 2007: Ehe ist… (’Til Death, Fernsehserie, 3 Folgen)
- 2007: Moonlight (Fernsehserie, Folge 1x04)
- 2008: Ghost Whisperer – Stimmen aus dem Jenseits (Ghost Whisperer, Fernsehserie, 2 Folgen)
- 2008: The Cleaner (Fernsehserie, Folge 1x03)
- 2008: Alien Raiders
- 2009: Dollhouse (Fernsehserie, Folge 1x01)
- 2009: Dead Air
- 2009: The Collector – He Always Takes One (The Collector)
- 2009: Dark House
- seit 2009: General Hospital (Seifenoper)
- 2010: Montana Amazon
- 2011: Dr. House (House, Fernsehserie, Folge 7x13)
- 2013–2015: Instant Mom (Fernsehserie, 15 Folgen)
- 2014: Growing Up Fisher (Fernsehserie, Folge 1x02)
- 2017: Scorpion (Fernsehserie, Folge 4x14)
- seit 2020: The Expanding Universe of Ashley Garcia (Fernsehserie)

## Auszeichnungen
| Tabellarische Übersicht der Auszeichnungen und Nominierungen | Tabellarische Übersicht der Auszeichnungen und Nominierungen | Tabellarische Übersicht der Auszeichnungen und Nominierungen | Tabellarische Übersicht der Auszeichnungen und Nominierungen                 | Tabellarische Übersicht der Auszeichnungen und Nominierungen |
| Jahr                                                         | Auszeichnung                                                 | Für                                                          | Kategorie                                                                    | Resultat                                                     |
| ------------------------------------------------------------ | ------------------------------------------------------------ | ------------------------------------------------------------ | ---------------------------------------------------------------------------- | ------------------------------------------------------------ |
| 2010                                                         | Young Artist Award                                           | General Hospital                                             | Beste wiederkehrende Schauspielerin in einer Fernsehserie                    | Gewonnen                                                     |
| 2011                                                         | Young Artist Award                                           | General Hospital                                             | Beste Schauspielerin in einer Daytime-Fernsehserie – zwölf Jahre oder jünger | Gewonnen                                                     |
| 2012                                                         | Young Artist Award                                           | General Hospital                                             | Beste Schauspielerin in einer Daytime-Fernsehserie                           | Gewonnen                                                     |
| 2012                                                         | Young Artist Award                                           | Dr. House                                                    | Beste Gastdarstellerin in einer Fernsehserie – zwischen 11 und 13 Jahren     | Gewonnen                                                     |
| 2013                                                         | Young Artist Award                                           | General Hospital                                             | Beste Schauspielerin in einer Daytime-Fernsehserie                           | Nominiert                                                    |
| 2014                                                         | Young Artist Award                                           | General Hospital                                             | Beste Schauspielerin in einer Daytime-Fernsehserie                           | Gewonnen                                                     |
| 2014                                                         | Young Artist Award                                           | Instant Mom                                                  | Beste Performance in einer Fernsehserie                                      | Nominiert                                                    |
| 2015                                                         | Daytime Emmy Award                                           | General Hospital                                             | Beste Schauspielerin in einer Drama-Fernsehserie                             | Nominiert                                                    |